# Mateo Sanabria
Mateo Naím Sanabria Doracio (Lomas de Zamora, Provincia de Buenos Aires, Argentina; 31 de marzo de 2004) es un futbolista argentino que actualmente juega como delantero en Al-Ain F. C. de la UAE Pro League.
Debido a un brote menor de COVID-19 en el plantel de Lanús durante la pretemporada, Sanabria fue convocado para los entrenamientos del primer equipo en enero de 2022.

## Estadísticas

### Clubes
Actualizado hasta su último partido disputado el 22 de junio de 2025.
| Club                                | Div.          | Temporada     | Liga  | Liga  | Liga   | Copas nacionales | Copas nacionales | Copas nacionales | Torneos internacionales | Torneos internacionales | Torneos internacionales | Total | Total | Total  |
| Club                                | Div.          | Temporada     | Part. | Goles | Asist. | Part.            | Goles            | Asist.           | Part.                   | Goles                   | Asist.                  | Part. | Goles | Asist. |
| ----------------------------------- | ------------- | ------------- | ----- | ----- | ------ | ---------------- | ---------------- | ---------------- | ----------------------- | ----------------------- | ----------------------- | ----- | ----- | ------ |
| C. A. Lanús Argentina               | 1.ª           | 2022          | 9     | 1     | 0      | 11               | 0                | 1                | 2                       | 0                       | 0                       | 22    | 1     | 1      |
| C. A. Lanús Argentina               | 1.ª           | 2023          | 2     | 0     | 0      | 1                | 0                | 0                | —                       | —                       | —                       | 3     | 0     | 0      |
| C. A. Lanús Argentina               | 1.ª           | 2024          | 4     | 1     | 1      | —                | —                | —                | —                       | —                       | —                       | 4     | 1     | 1      |
| C. A. Lanús Argentina               | Total club    | Total club    | 15    | 2     | 1      | 12               | 0                | 1                | 2                       | 0                       | 0                       | 29    | 2     | 2      |
| Central Córdoba (SdE) Argentina     | 1.ª           | 2023          | —     | —     | —      | 11               | 3                | 0                | —                       | —                       | —                       | 11    | 3     | 0      |
| Central Córdoba (SdE) Argentina     | 1.ª           | 2024          | 5     | 1     | 0      | 13               | 1                | 2                | —                       | —                       | —                       | 18    | 2     | 2      |
| Central Córdoba (SdE) Argentina     | Total club    | Total club    | 5     | 1     | 0      | 24               | 4                | 2                | 0                       | 0                       | 0                       | 29    | 5     | 2      |
| Al-Ain F. C. Emiratos Árabes Unidos | 1.ª           | 2024-25       | 21    | 3     | 2      | 5                | 2                | 0                | 7                       | 1                       | 0                       | 33    | 6     | 2      |
| Al-Ain F. C. Emiratos Árabes Unidos | Total club    | Total club    | 21    | 3     | 2      | 5                | 2                | 0                | 7                       | 1                       | 0                       | 33    | 6     | 2      |
| Total carrera                       | Total carrera | Total carrera | 41    | 6     | 3      | 41               | 6                | 3                | 9                       | 1                       | 0                       | 91    | 13    | 6      |
| 1. 2.                               |               |               |       |       |        |                  |                  |                  |                         |                         |                         |       |       |        |